# Ошейниковый кардинал
Ошейниковый кардинал (лат. Periporphyrus celaeno) — вид воробьиных птиц из семейства кардиналовых (Cardinalidae). Подвидов не выделяют.

## Описание
Длина тела 21—22 см. Масса одной самки составила 60 г.
У самца макушка, лицо, кроющие ушей, подбородок, горло и верхняя часть груди чёрные, затылок тёмно-малиновый, спина тёмно-малиновая, низ спины и надхвостье чёрные с тускло-малиновыми краями перьев; верхняя часть крыла черноватая, кроющие крыла с очень тонкими тёмно-малиновыми краями; низ тела тёмно-малиновый, с небольшими чёрными пятнами в центре груди; радужная оболочка коричневая; надклювье бледно-голубовато-серое с черноватым кончиком и по переднему краю, подклювье черноватое с бледно-сине-серым основанием; ноги серые. Самка в основном похожа на самца, но все малиновые участки заменены оливковыми на верхней стороне тела и оливково-жёлтыми на нижней, а крылья и хвост оливково-зелёные. Клюв черноватый, с серо-голубым основанием подклювья. У неполовозрелого самца тёмно-малиновый цвет взрослой особи сменяется тусклым оливково-жёлтым, брюшко с обширным чёрным пятном. Неполовозрелая самка имеет лицо и горло чёрные, но серую как сажа грудь.

## Биология
Часто листояден; содержимое желудка включало измельченные листья паслёна (Solanum verbascifolium), также ест некоторых насекомых, но не ест семена. Может питаться фруктами в цитрусовых рощах; также потребляет различные другие фрукты, такие как манго (Mangifera), мушмула (Eriobotrya japonica), клокочина (Melia azedarach) и т. д.
В кладке 2—3 яйца, голубовато-серых в светло-коричневую крапинку. Было обнаружено всего одно гнездо.

## Распространение
Эндемик северо-восточной части Мексики. Зимой случаются залёты на юг Техаса.